# The Dark Horse Years 1976-1992
The Dark Horse Years 1976-1992 er et boxset af albums af George Harrison udgivet i 2004. Sættet indeholder alle Harrisons udgivelser fra hans pladeselskab Dark Horse Records, fra Thirty Three & 1/3 (1976) til Cloud Nine (1987) med bonusnumre, mens Live in Japan (1992) indeholder et specielt SACD-remix udover dens oprindelige mix. Derudover er Harrisons påtænkte illustrationer til Somewhere in England blevet genindsat, mens bogstaverne foran på George Harrison er ændret.
Harrisons Dark Horse-materiale var blevet udgivet på cd i 1992, men blev udsolgt nogle år senere. I 2000 var han meget opsat på at pudse hele sit katalog af, men nåede kun at få set en udvidet All Things Must Pass før han blev ramt af kræft og døde i slutningen af 2001. Harrisons enke Olivia og sønnen Dhani fortsatte hvor Harrison slap og sammensatte dette sæt til udgivelse. Sættet indeholder også en dvd med videoer og noget baggrund til denne periode i Harrisons karriere, som senere også blev udgivet separat.

## Spor
Hvor intet andet er nævnt, er alle sange af George Harrison.

### Disk 1:Thirty Three & 1/3
Udgivet 19. november 1976
1. "Woman Don't You Cry For Me" – 3:18
  - Oprndeligt skrevet i 1969
2. "Dear One" – 5:08
3. "Beautiful Girl" – 3:39
  - Sang påbegyndt i 1969 og afsluttet til Thirty Three & 1/3
4. "This Song" – 4:13
  - Harrisons parodi på det meget omtalte brud på copyright-lovgivningen mod "My Sweet Lord"
5. "See Yourself" – 2:51
  - Oprindeligt skrevet i 1967
6. "It's What You Value" – 5:07
7. "True Love" (Cole Porter) – 2:45
8. "Pure Smokey" – 3:56
  - Harrisons anden hyldest til Smokey Robinson
9. "Crackerbox Palace" – 3:57
  - Crackerbox Palace er navnet på et palæ i Los Angeles ejet af Lord Buckley
10. "Learning How To Love You" – 4:13
  - Tilegnet Herb Alpert og oprindeligt tiltænkt at Alpert skulle indspille den
11. "Tears Of The World" – 4:02
  - Bonusnummer
  - En af de fire afviste sange fra den oprindelige version af Somewhere in England

### Disk 2:George Harrison
Udgivet 23. februar 1979
1. "Love Comes To Everyone" – 4:36
  - Guitarintro spillet af Eric Clapton, som senere lavede en coverversion af nummeret på sit album Back Home fra 2005
2. "Not Guilty" – 3:35
  - Oprindeligt indspillet af The Beatles i 1968 til The Beatles (eller The White Album); men udsendt i 1996 på Anthology 3
3. "Here Comes The Moon" – 4:48
  - En tekstmæssig efterfølger til Harrisons "Here Comes The Sun" fra 1969
4. "Soft-Hearted Hana" – 4:03
  - Skrevet om en oplevelse Harrison havde med psykedeliske svampe på Maui
  - Bruger en virkelig atmosfære fra Harrisons lokale pub "The Row Barge" i Henley-on-Thames
5. "Blow Away" – 4:00
6. "Faster" – 4:46
  - Bruger virkelige raceeffekter fra det britiske Grand Prix 16. juli 1978
7. "Dark Sweet Lady" – 3:22
8. "Your Love Is Forever" – 3:45
9. "Soft Touch" – 3:59
10. "If You Believe" (George Harrison/Gary Wright) – 2:55
11. "Here Comes The Moon" – 3:37
  - Bonusnummer
  - Demooptagelse fra 1978

### Disk 3:Somewhere in England
Udgivet 5. juni 1981
1. "Blood from A Clone" – 4:03
2. "Unconsciousness Rules" – 3:35
3. "Life Itself" – 4:25
4. "All Those Years Ago" – 3:45
  - Harrisons hyldest til John Lennon, med Ringo Starr på trommer og Paul og Linda McCartney og Denny Laine som kor
5. "Baltimore Oriole" (Hoagy Carmichael) – 3:57
6. "Teardrops" – 4:07 bortset fra hvis andet står nævnt.
7. "That Which I Have Lost" – 3:47
8. "Writing's On The Wall" – 3:59
9. "Hong Kong Blues" (Hoagy Carmichael) – 2:55
10. "Save The World" – 4:54
  - Nummerets slutning indeholder et kort uddrag fra "Crying Music" oprindeligt udgivet på Harrisons debutalbum Wonderwall Music fra 1968
11. "Save The World" – 4:29
  - Bonusnummer
  - Demooptagelse fra 1980

### Disk 4:Gone Troppo
Udgivet 5. november 1982
1. "Wake Up My Love" – 3:34
2. "That's The Way It Goes" – 3:34
3. "I Really Love You" (Leroy Swearingen) – 2:54
  - En coverversion af en doo-wop sang fra 1961
4. "Greece" – 3:58
  - Et sjældent instrumentalnummer fra Harrison
5. "Gone Troppo" – 4:25
6. "Mystical One" – 3:42
7. "Unknown Delight" – 4:16
8. "Baby Don't Run Away" – 4:01
9. "Dream Away" – 4:29
  - Var med i Terry Gilliam filmen Time Bandits
10. "Circles" – 3:46 bortset fra hvis andet står nævnt.
  - En sang oprindeligt komponeret i 1968
11. "Mystical One" – 6:02
  - Bonusnummer
  - Demooptagelse fra 1981

### Disk 5:Cloud Nine
Udgivet 2. november 1987
1. "Cloud 9" – 3:15
2. "That's What It Takes" (George Harrison/Jeff Lynne/Gary Wright) – 3:59
3. "Fish On The Sand" – 3:22
4. "Just For Today" – 4:06
5. "This Is Love" (George Harrison/Jeff Lynne) – 3:48
6. "When We Was Fab" (George Harrison/Jeff Lynne) – 3:57
  - En fejring af The Beatles og 1960'erne
7. "Devil's Radio" – 3:52
8. "Someplace Else" – 3:51
  - En tidligere version af denne sang var med i filmen Shanghai Surprise fra 1986
9. "Wreck Of The Hesperus" – 3:31
10. "Breath Away From Heaven" – 3:36
  - En tidligere version af denne sang var med i filmen Shanghai Surprise fra 1986
11. "Got My Mind Set On You" (Rudy Clark) – 3:52
12. "Shanghai Surprise" – 5:07
13. "Zig Zag" – 2:45
  - Ovennævnte to sange er bonusnumre og indspillet i 1986 til Shanghai Surprise
  - "Zig Zag" var også med som B-Side af "When We Was Fab"

### Live in JapanSACD
Udgivet 13. juli 1992

### Disk 6
1. "I Want To Tell You" – 4:33
  - Oprindeligt fra The Beatles' album Revolver fra 1966
2. "Old Brown Shoe" – 3:51
  - Oprindeligt B-Side på The Beatles' "The Ballad Of John And Yoko" i 1969
3. "Taxman" – 4:16
  - Oprindeligt fra The Beatles' album Revolver fra 1966
4. "Give Me Love (Give Me Peace On Earth)" – 3:37
5. "If I Needed Someone" – 3:50
  - Oprindeligt fra The Beatles' album Rubber Soul fra 1965
6. "Something" – 5:21
  - Oprindeligt fra The Beatles' album Abbey Road fra 1969
7. "What Is Life" – 4:47
8. "Dark Horse" – 4:20
9. "Piggies" – 2:56
  - Oprindeligt fra The Beatles' dobbeltalbum The Beatles fra 1968
10. "Got My Mind Set On You" (Rudy Clark) – 4:56

### Disk 7
1. "Cloud Nine" – 4:23
2. "Here Comes The Sun" – 3:31
  - Oprindeligt fra The Beatles' album Abbey Road fra 1969
3. "My Sweet Lord" – 5:42
4. "All Those Years Ago" – 4:26
5. "Cheer Down" (George Harrison/Tom Petty) – 3:53
6. "Devil's Radio" – 4:25
7. "Isn't It A Pity" – 6:33
8. "While My Guitar Gently Weeps" – 7:09
  - Oprindeligt fra The Beatles' dobbeltalbum The Beatles fra 1968
9. "Roll Over Beethoven" (Chuck Berry) – 4:45
  - Oprindeligt fra The Beatles' album With the Beatles fra 1963